# Estación de Gare du Nord (Metro de París)
Gare du Nord es una estación del Metro de París situada en el X Distrito de la ciudad. Pertenece a las líneas 4 y 5.
Ofrece conexiones con las líneas B, D,  H y K de la red de cercanías y con la estación de tren de París Norte. Desde 1999, también es posible acceder a la línea E usando el pasillo que la conecta con la estación de Magenta. 
En 2008, era la estación con mayor número de viajeros de la red con más de 47 millones de usuarios.

## Historia
La estación de metro se abrió al público el 15 de noviembre de 1907 tras ampliarse la línea 5 del metro de París hacia el norte desde la antigua estación de Orleans, construyéndose la estación de metro bajo la estación de tren. Un año después, llegó a dicha estación la línea 4.
En 1942, al prolongarse la línea 5 hasta Pantin, se reubicaron los andenes de la estación un poco más al norte, quedando los antiguos con el bucle de retorno como centro de formación de personal de metro.
La estación de línea 4 se reformó a finales de los años 60 con la llegada de los trenes sobre neumáticos y retirada de las unidades Sprague, por lo que hubo que alargar los andenes de 75 a 90 m y reformar la arquitectura de la estación en profundidad para esta ampliación.
En los años 70, la estación fue rediseñada al estilo Motte recuperando el blanco como color predominante.

## Descripción

### Estación de la línea 4
Se compone de dos andenes laterales de 90 metros de longitud y de dos vías.
Está diseñada en bóveda elíptica revestida casi completamente de los clásicos azulejos blancos del metro parisino, aunque en este caso están sin biselar. La excepción está en los extremos de los andenes y en algún tramo de la bóveda que aparecen con azulejos verdes. 
La iluminación es de estilo Motte y se realiza con lámparas resguardadas en estructuras rectangulares de color verde que sobrevuelan la totalidad de los andenes no muy lejos de las vías. 
La señalización, sobre paneles metálicos de color azul y letras blancas adopta la tipografía Motte. Por último los asientos, que también son de estilo Motte, combinan una larga y estrecha hilera de cemento revestida de azulejos verdes que sirve de banco improvisado con algunos asientos individualizados del mismo color que se sitúan sobre dicha estructura.  

### Estación de la línea 5
Se compone de dos andenes laterales de 75 metros de longitud y de dos vías.
Su diseño es casi idéntico al de la línea 4 con la diferencia de que el color elegido es el naranja y de que los azulejos blancos, que en este caso son biselados, sí recubren toda la bóveda.

## Accesos

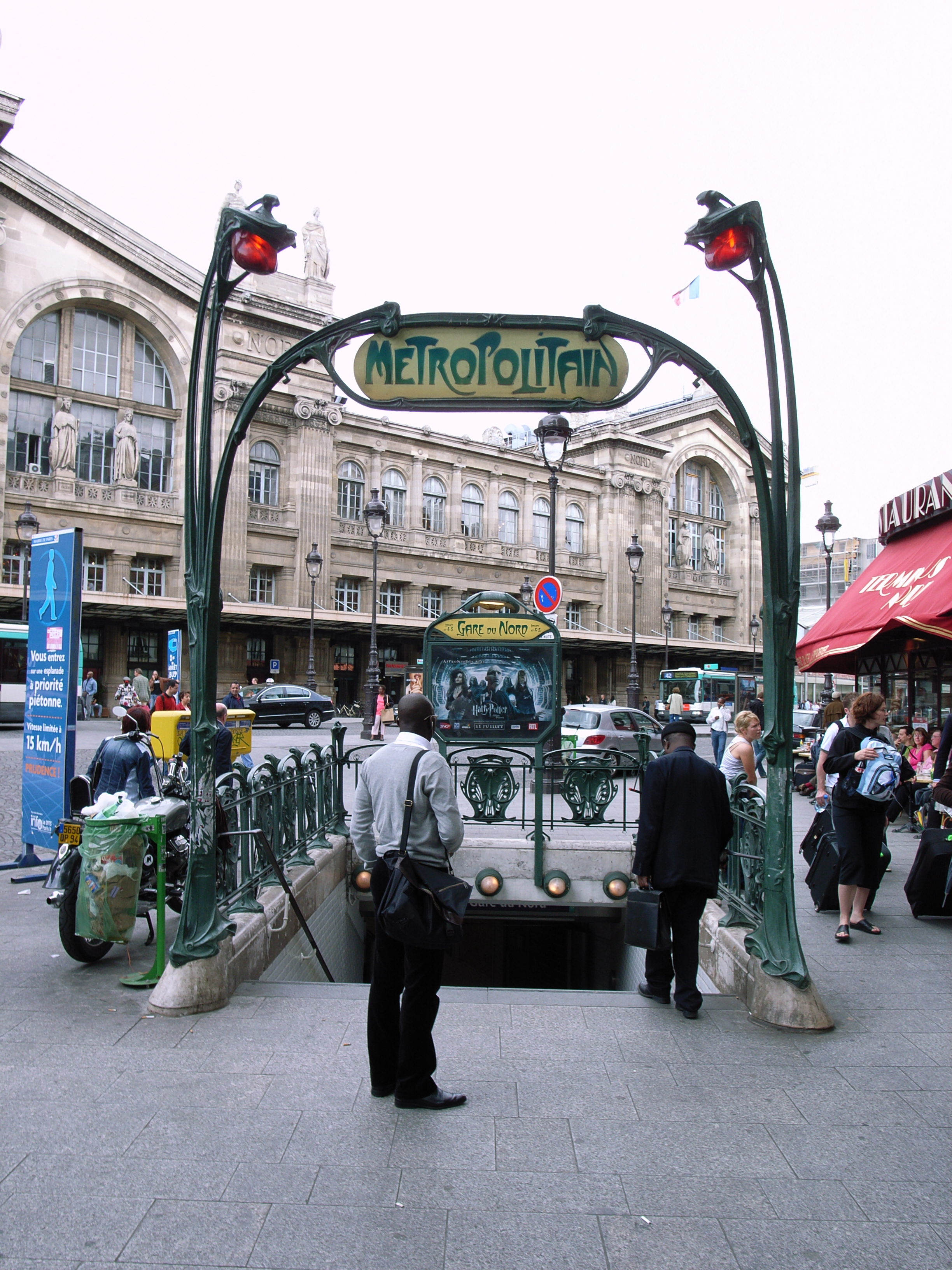
Uno de los accesos de la calle Dunkerque catalogados como Monumento Histórico.

La estación posee cuatro accesos. Todo ellos, excepto el situado dentro de la estación de tren, están catalogados como monumentos históricos desde el 29 de mayo de 1978 y son obra de Hector Guimard.
- Acceso 1: A la altura del número 9 del bulevar de Denain
- Acceso 2: A la altura del número 17 de la calle Dunkerque
- Acceso 3: A la altura del número 18 de la calle Dunkerque
- Acceso 4: Situado dentro de la estación de tren de París Norte

## Lugares de interés
La estación permite acceder principalmente a la estación de tren de París Norte. Cerca de la misma también se encuentra la Iglesia de San Vicente de Paúl.